# Villa Lahusen

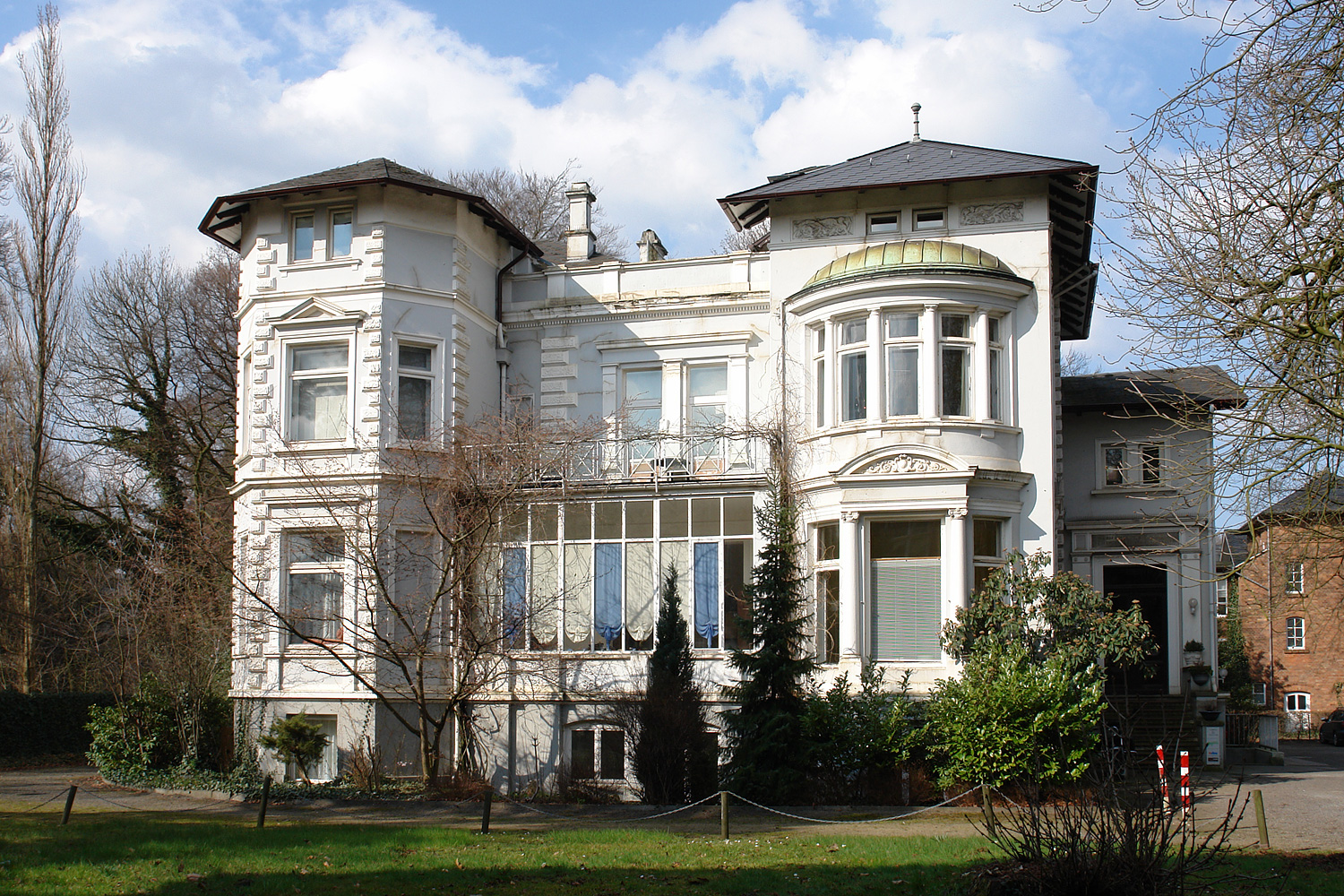
Die Villa Lahusen

Die Villa Lahusen steht in der niedersächsischen Stadt Delmenhorst unmittelbar neben der ehemaligen Fabrik der Norddeutschen Wollkämmerei & Kammgarnspinnerei (kurz: Nordwolle). 
Die Fabrikantenvilla ist ein Baudenkmal in Delmenhorst.

## Geschichte

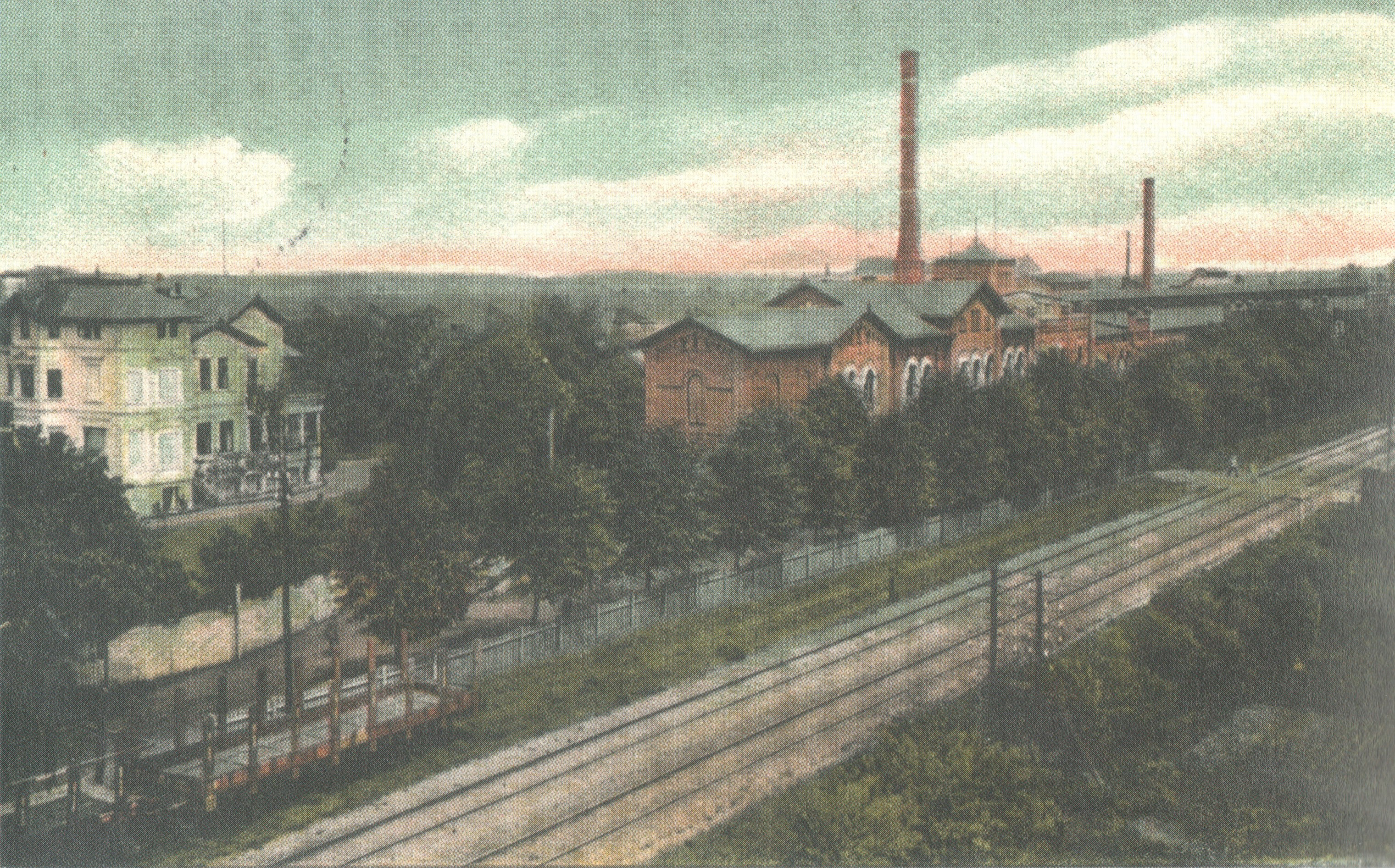
Villa und Fabrik um 1900

Christian Lahusen ließ ab 1886 unmittelbar neben der Fabrik der Nordwolle ein repräsentatives Wohnhaus errichten. Zu jener Zeit war es üblich, dass sich auch die Villa des Fabrikanten, wie die anderen Wohnhäuser der Nordwolle, auf dem Fabrikgelände befand. Von den benachbarten Produktionsstätten und Wohnhäusern unterscheidet sie sich schon allein durch ihre Außenfassade deutlich, da sie der einzige Putzbau der Anlage ist. Die Lage auf dem Areal war klug gewählt, da die vorherrschenden Westwinde das Grundstück vor den unangenehmen Gerüchen des benachbarten Werks schützten.
Der ursprüngliche Bau glich einem kleinen Landhaus. Im Jahre 1888 übergab der Firmengründer Christian Lahusen die Unternehmensleitung an seinen Sohn Carl Lahusen. Dieser bezog mit seiner Frau die soeben fertiggestellte Villa. In den nächsten 23 Jahren bekam das Paar neun Kinder, so dass Carl Lahusen das Gebäude bis 1910 zu der bis heute erhaltenen, großen in sich verschachtelten Villa ausbauen ließ. Nach seinem Tod verlegte sein Sohn und Nachfolger Georg Carl Lahusen den Wohnsitz der Familie nach Gut Hohehorst bei Schwanewede. Heute ist das Delmenhorster Gebäude in Privatbesitz und in über 14 Wohneinheiten aufgeteilt.

## Wollepark
Carl Lahusen beauftragte 1893 den Gartenarchitekten Wilhelm Benque, der sich als Gestalter des Bremer Bürgerparks einen Namen gemacht hatte mit der Anlage eines Parks um die Villa, den heute noch teilweise erhaltenen Wollepark der Nordwolle.